# Mohammed bin Nasser Al Saud
Prinz Mohammed bin Nasser bin Abdulaziz Al Saud (arabisch محمد بن ناصر بن عبد العزيز آل سعود, DMG Muḥammad b. Nāṣir b. ʿAbd al-ʿAzīz Āl Saʿūd; * 1945 in Riad) ist ein saudi-arabischer Politiker und Mitglied der Saudi-Dynastie. Er ist ehemaliger Gouverneur der Provinz Dschazan.

## Leben
Mohammed wurde als Sohn des Prinzen Nasser, der Gouverneur der Provinz Riad war, geboren. Sein Großvater ist der Staatsgründer und erste König Saudi-Arabiens, Ibn Saud. Sein gleichnamiger Cousin ist Mohammed bin Salman.
Mohammed hat einen Bachelor sowie einen Master in Militärwissenschaften. Er ist pensionierter Generalmajor der saudischen Armee. Mohammed wurde im April 2001 vom damaligen Herrscher, König Fahd, zum Gouverneur der Provinz Dschazan ernannt.
Im Mai 2025 wurde er in diesem Amt durch Mohammed bin Abdulaziz Al Saud ersetzt.

## Familie
Mohammed ist Vater von drei Söhnen und drei Töchtern. Unter seinen Neffen sind Saud bin Abdulaziz, ein in London lebenslang verurteilter Mörder, sowie Sattam bin Khalid, der seine Tochter aus Frankreich entführte.